# 西神ニュータウン

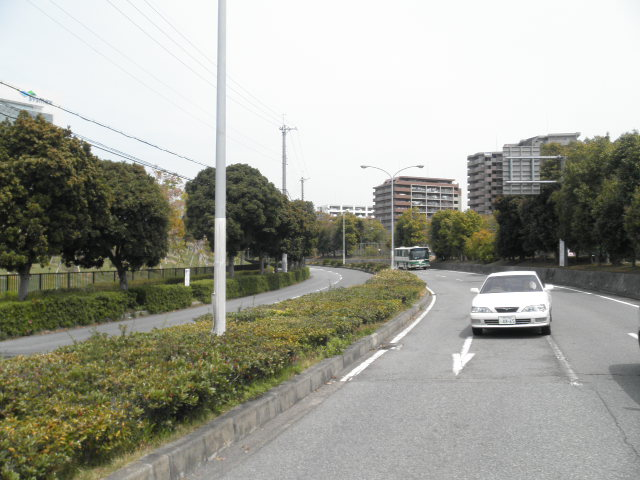
西神ニュータウンの街並み
高塚台4丁目で撮影

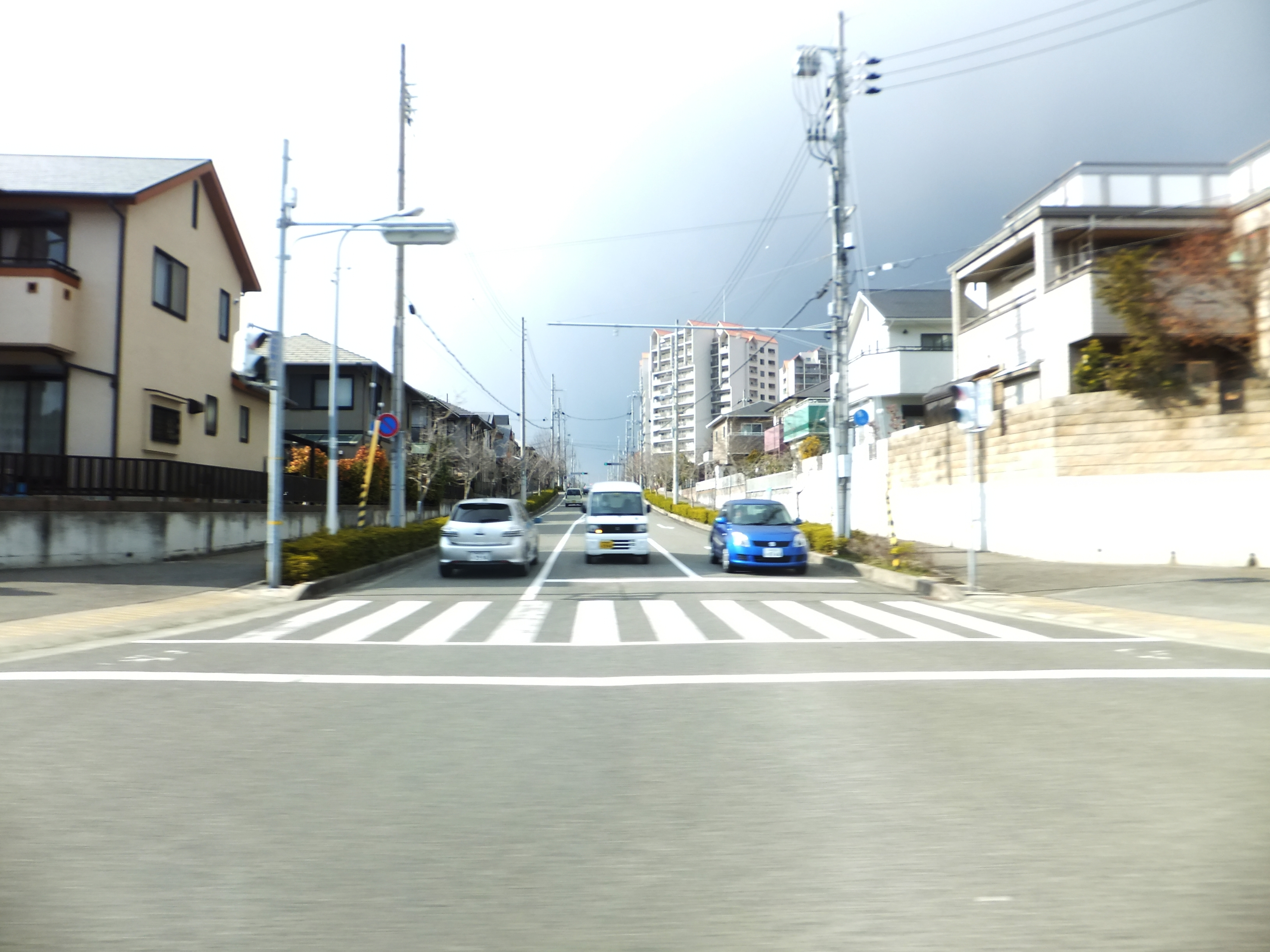
西神南ニュータウンの街並み
井吹台西町3丁目で撮影

西神ニュータウン（せいしんニュータウン）は、神戸市西区・須磨区の丘陵地帯に住宅と産業を中心とする複合機能団地として計画されたニュータウン。街開きは西神住宅団地が1982年、西神住宅第2団地が1993年、神戸研究学園都市が1985年である。
- 住宅団地…西神住宅団地・西神住宅第2団地（西神南ニュータウン）・神戸研究学園都市の3団地
- 産業団地…西神工業団地（西神インダストリアルパーク）・西神第2工業団地（神戸ハイテクパーク）・神戸サイエンスパーク・神戸流通業務団地（神戸流通センター）の4団地

の団地群の総称である。なお、神戸サイエンスパークは、西神住宅第2団地の事業区域内に含まれる。
一般に、西神住宅団地単体を指して西神ニュータウンとしばしば呼称されるが、行政上の位置付けとしては上記団地群を指す。
神戸市営地下鉄西神・山手線のうち西神延伸線区間は、これらの団地を貫くように計画、施設された。

## 概要
兵庫県神戸市西区と須磨区にまたがるニュータウン地帯であり、1938年に野田文一郎によって明石平野に新都市を計画することを発表し、現在の西区の範囲である明石郡北部7町村の合併を押し進め1947年3月1日に実現した。1965年の市議会で原口忠次郎が宅地計画を挙げ、1970年頃に未利用地であった都市計画を安易にしやすい高塚山などを切り開いて開発した。また、全国で初めて工業団地を目的として開発されており、工業地帯と近接する職住近接も目的として工業団地と社宅・マンションなどの住宅地が多くかつ商業・工業・公共・教育施設が充実しており、副都心機能を持つ。

## 定義
西神ニュータウンの範囲は西神住宅団地・西神南ニュータウン・神戸研究学園都市・西神インダストリアルパーク・神戸ハイテクパーク・神戸流通団地が狭義の範囲であるが、広義の範囲になると神戸複合産業団地と月が丘も併せる。

## 事業
| ニュータウン名     | 事業名称                             | 計画面積 | 計画人口   | 事業期間                                       | 街開き                   | 施行者 |
| ------------------ | ------------------------------------ | -------- | ---------- | ---------------------------------------------- | ------------------------ | ------ |
| 西神住宅団地       | 西神新住宅市街地開発事業             | 約634ha  | 約61,000人 | 1972年（昭和47年）11月2日 - 2010年（平成22年） | 1982年（昭和57年）4月    | 神戸市 |
| 西神南ニュータウン | 西神第2地区新住宅市街地開発事業      | 約415ha  | 約35,000人 | 1980年（昭和55年） - 2015年（平成27年）        | 1993年（平成5年）3月25日 | 神戸市 |
| 神戸研究学園都市   | 神戸研究学園都市新住宅市街地開発事業 | 約303ha  | 約20,000人 | 1980年（昭和55年） - 2010年（平成22年）        | 1985年（平成5年）        | 神戸市 |

## 地理
- 山:高塚山

### 人口
- 1990年（平成2年）10月1日の国勢調査ではニュータウン内の人口は3万2571人であり、阪神・淡路大震災後はニュータウンが位置する神戸市の人口は大幅に減少したが、ニュータウン内は被害が軽微かつ開発中であったために市内の中心部から人が流入した。さらに、西神南ニュータウンなどでマンション建設によって人口が急増し、商業施設などが活性した。2000年10月1日の国勢調査では8万6297人になったが、現在は落ち着いており少子高齢化が進行してきている[6][7]。

## 沿革

### 起工前
- 1938年（昭和13年） - 野田文一朗が「新都市構想」をする[1]。
- 1965年（昭和40年） - ニュータウン構想を具体化する[1]。

### 起工後
- 1972年（昭和47年）11月2日 - 起工する[2]。
- 1982年（昭和57年）4月 - 西神住宅団地が街開きする[3]。
- 1985年（昭和60年） - 神戸研究学園都市が街開きする[1]。
- 1987年（昭和62年）3月18日 - 神戸市営地下鉄西神・山手線学園都市駅 - 西神中央駅開業[2]。
- 1993年（平成5年） - 西神南ニュータウンが街開きする[1]。
- 1995年（平成7年）1月17日 - 阪神・淡路大震災が発生するが、ニュータウン内は公共施設の補修工事程度で済み、死者と家屋の倒壊がなかった[12]。

## 区画

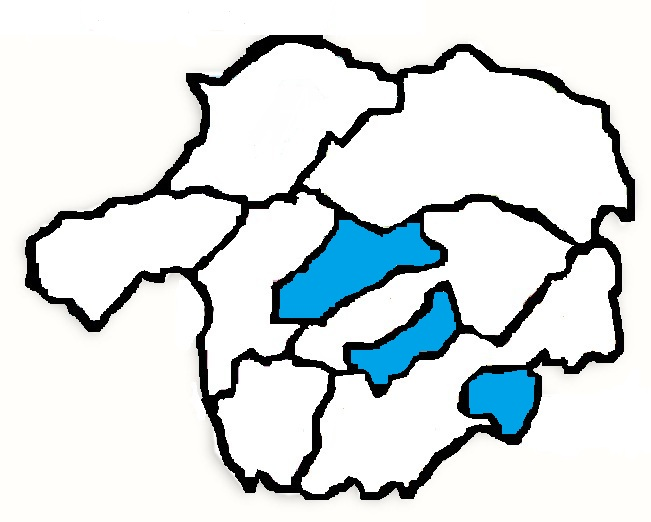
西神ニュータウンの範囲

### 西神住宅団地
（西神住宅団地・西神工業団地（高塚台のみ））
- 高塚台
  - 川崎重工業やグリコピア神戸、シスメックス国際試薬などの工場が多く立ち並ぶ。なお、高塚台の地名は、町内にある高塚山（現在は高塚山緑地として保存されている。標高149m。）に由来する。

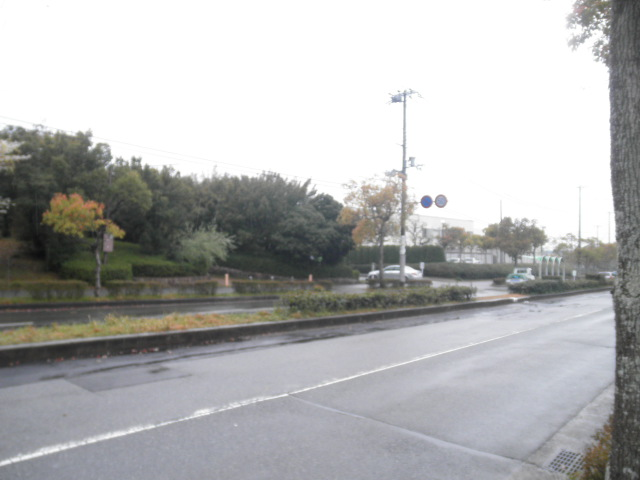
高塚台1丁目
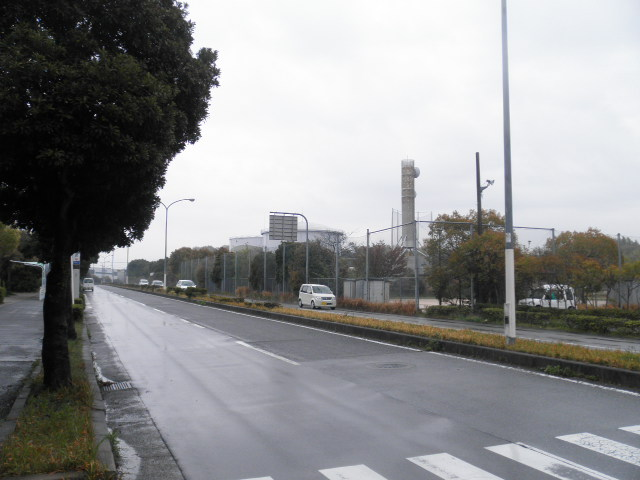
高塚台4丁目
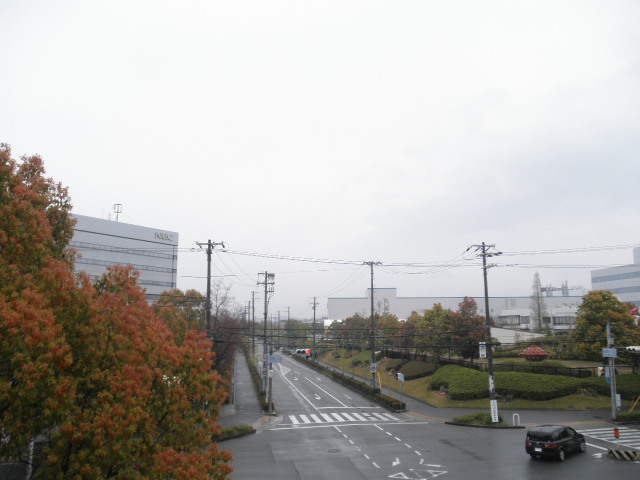
高塚台5丁目

- 糀台
  - 神戸市営地下鉄の終点西神中央駅および西神車庫や、西神ニュータウンの中心となる商業施設（イオンフードスタイルなど）が集中している。主な施設としては、神戸西警察署や神戸西郵便局、西消防署、西神戸医療センター、西区役所西神出張所、神戸市立西図書館、神戸市埋蔵文化財センター、ハローワーク西神、神戸西神オリエンタルホテル、神戸市立西神ニュータウンテニスガーデンなど。なお、糀台の地名は、元の地名である櫨谷町寺谷、池谷、福谷、長谷（各一部）のうち、長谷の字糀ヶ谷、奥糀ヶ谷に由来する。

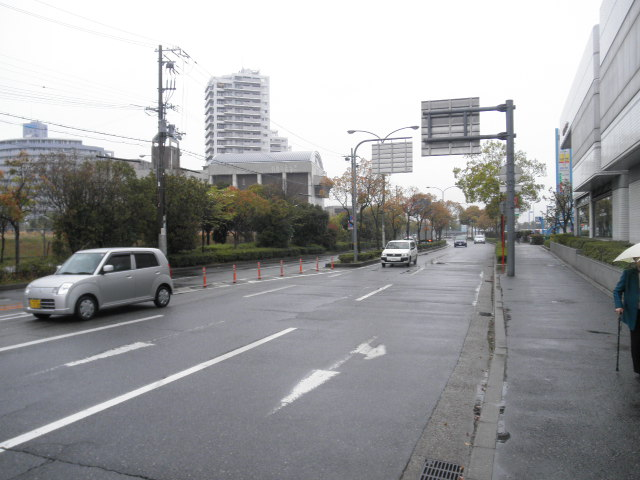
糀台5丁目

- 狩場台
  - 狩場台の地名は、端谷（櫨谷）城主衣笠氏もしくは明石城主の狩場であったことに由来する。

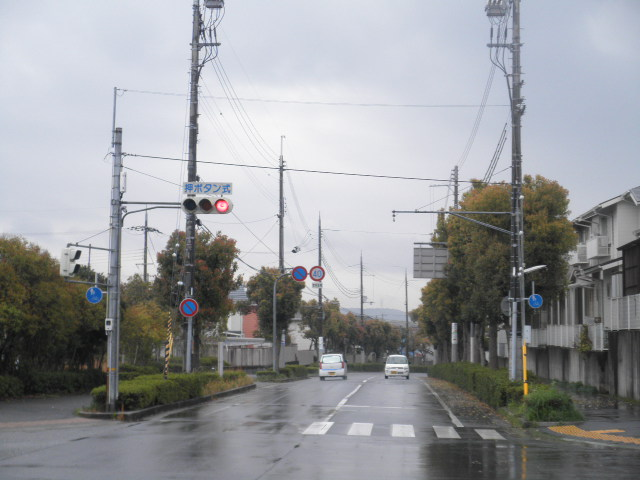
狩場台1丁目

- 竹の台
  - 竹の台の地名は、元の地名である櫨谷町寺谷、栃木(とちのき)、長谷（各一部）のうち、長谷の字竹谷口、竹谷奥に由来する。
- 美賀多台
  - 繁田大池ダムがある。なお、美賀多台の地名は、815年に勅願寺梵天山宝珠寺鎮守の社として建立され、903年に延喜式内社弥賀多多(みかただ)神社と改称された神社の名前（弥賀多多）に由来する。（現在神社は堅田神社（神戸市西区平野町堅田）と改称されている。）

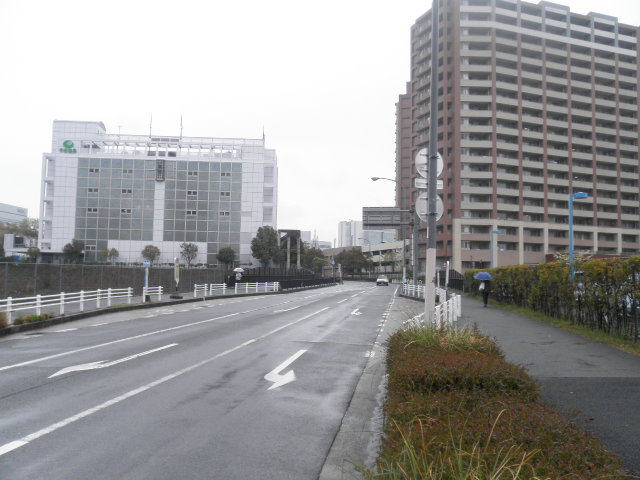
美賀多台9丁目

- 樫野台
  - 樫野台緑地やオリト山公園があり、西神ニュータウン内第65地点遺跡（弥生時代の丘陵上の高地性集落。土器や石器、銅鐸鋳型など出土）を保存している。なお、樫野台の地名は、元の地名である櫨谷町寺谷、栃木、菅野、平野町宮前（各一部）のうち、栃木の字樫木谷および菅野から一字取ったもの。
- 春日台
  - 神戸西消防署や神戸市立西体育館などがある。春日台公園があり、西神ニュータウン内第50地点遺跡（弥生中期の高地性集落。鏃や土器を出土）を保存している。なお、春日台の地名は、平野町宮前にある、宇留春日神社に由来する。

### 西神南ニュータウン
西神住宅第2団地
- 井吹台 - 1993年街開き。井吹台の地名は、伊川谷町井吹に由来。その井吹は、旧伊川谷村ノ内井吹村（永井村と吹上村の合併による）に由来する。

西神南ニュータウンは「人と環境にやさしい街づくり」をテーマとして開発が進められており「自然との調和,自然の復元,環境との共生,安心とゆとり」が街づくりの基本方針としてあげられている。ニュータウン西地区の最初の住宅地、駅前立地の住宅地としての当事業に与えられた課題は次のとおりである。
1. ランドマーク性の確保
2. 福祉型住宅地の建設
3. 駅前住宅地にふさわしい賑わいの演出
4. 風の広場の効果的演出

事業主体は近鉄不動産(株)+日商岩井不動産(株)チームで、建築計画を(株)IAO竹田設計,ランドスケープ計画を(株)地球号,コミュニティ計画を(株)大広,シミュレーション業務を大日本土木(株)が担当し各々がその業務粒囲を超え一体となって「21世紀において誰もが実現可能な、自然に寄与する人間環境としての住宅地先進事例づくり」「あたたかいコミュニティの育つ永住の街づくり」に取り組んでいる。

### 神戸研究学園都市
- 学園西町
- 学園東町

## 施設

### 警察機関
西神住宅団地では、糀台には神戸西警察署が、そして狩場台、竹の台、春日台にはそれぞれ狩場台交番、竹の台交番、春日台交番が設置されている。以上の交番は、それぞれ上空から見るとトランプのマークになっている。また、西神南ニュータウンには井吹台交番、神戸研究学園都市には学園駅前交番が設置されている。

### 医療機関
糀台には入院施設の整った大病院である西神戸医療センターがある。
春日台には、泌尿器科、内科、外科、耳鼻咽喉科などの診療所が集中している地域がある。

## 経済

### 商業
プレンティやエキソアレ西神中央などの総合的な商業施設がある。
- エキソアレ西神中央
- プレンティ

### 産業団地
西神工業団地とサイエンスパークなどの産業団地には以下の企業が拠点を持っており、阪神・淡路大震災後は神戸市内の他の区から移転してきた工場がある。 
- アシックス
- イーライリリー
- エア・ウォーター防災
- 川崎重工業
- グリコ
- ケンコーマヨネーズ
- 甲南電機
- 神戸製鋼所
- コナミアミューズメント/コナミデジタルエンタテインメント
- コニカミノルタ（神戸サイト、神戸第２サイト、西神サイト）
- 小松運輸倉庫
- 敷島製パン
- シスメックス
- 住電半導体材料
- 東洋インキSCホールディングス
- ナブテスコ
- 日本電気(NEC)

NEC神戸システムセンター
- パナソニック（神戸工場、PC（Let's note）生産拠点）

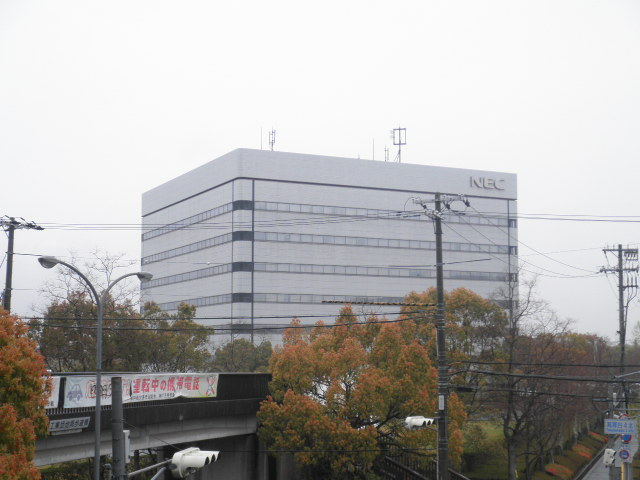
NEC神戸システムセンター

- 風月堂
- 富士電機
- ぼんち
- 山崎製パン
- モロゾフ

- NEC神戸システムセンター

## 教育機関

### 大学
- 流通科学大学
- 神戸市外国語大学
- 兵庫県立大学
- 神戸市看護大学
- 神戸芸術工科大学

以上の大学は学園都市にある。

### 高等学校
- 兵庫県立神戸高塚高等学校（美賀多台）
- 滝川第二高等学校（春日台）
- 兵庫県立伊川谷北高等学校（学園西町）

### 中学校
ニュータウン開発によって、積極的な中学校の新設と移転が誘致されていた。
- 神戸市立太山寺中学校（学園東町）
- 神戸市立井吹台中学校（井吹台）[1]
- 神戸市立西神中学校（竹の台）[1]
- 神戸市立平野中学校（春日台）
- 神戸市立櫨谷中学校（糀台）
- 滝川第二中学校（春日台）

### 小学校
先に開発された狩場台にある神戸市立狩場台小学校では児童の数が減り続け、1学年1学級である。それに対し井吹台にある神戸市立井吹東小学校は1600人（2014年4月の井吹の丘小学校開校前）の生徒を持ち日本最大の市立小学校である。
- 神戸市立狩場台小学校（狩場台）[1]
- 神戸市立糀台小学校（糀台）[1]
- 神戸市立美賀多台小学校（美賀多台）[1]
- 神戸市立竹の台小学校（竹の台）[1]
- 神戸市立春日台小学校（春日台）[1]
- 神戸市立樫野台小学校（樫野台）[1]
- 神戸市立井吹西小学校（井吹台西町）[1]
- 神戸市立井吹東小学校（井吹台東町）[1]
- 神戸市立井吹の丘小学校（井吹台北町）[1]
- 神戸市立小寺小学校（学園西町）[1]
- 神戸市立東町小学校（学園東町）[1]

## 交通機関

### 鉄道
各ニュータウンの間に鉄道を敷設する計画があったが、実現したのは神戸市営地下鉄であり、西神・山手線が通っている。西神ニュータウンの中央（糀台）には西神中央駅、西神南ニュータウンの中央（井吹台）には西神南駅、神戸研究学園都市には学園都市駅が設置されている。
- 神戸市営地下鉄

西神中央駅・西神南駅・学園都市駅

### バス
- 神戸市バス
- 神姫バス

### 道路
- 兵庫県道65号神戸加古川姫路線